# Стела «Город воинской славы» (Петрозаводск)
Памятник-стела «Город воинской славы» — памятник, установленный в ознаменование присвоения 6 апреля 2015 года городу Петрозаводску почётного звания Российской Федерации «Город воинской славы».

## Описание
Памятная стела представляет собой колонну из гранита, увенчанную бронзовым двуглавым орлом и установленную на постаменте в центре квадратного возвышения на аллее городов-побратимов, примыкающей к юго-западной части площади Кирова. На площади проходят торжественные мероприятия, военные парады, здесь завершает свое шествие «Бессмертный полк».
На передней части постамента расположен картуш с текстом указа Президента России о присвоении Петрозаводску звания «Город воинской славы», с обратной стороны постамента — картуш с изображением герба Петрозаводска.
На гранитных стенах, обрамляющих площадку постамента, установлены скульптурные бронзовые барельефы, изображающие сюжеты из воинской истории города: от строительства Петром I в 1703 году казённого пушечного завода до освобождения Петрозаводска в 1944 году от финских оккупантов.
Архитектурно-скульптурное решение памятной стелы «Город воинской славы» утверждено Российским организационным комитетом «Победа» по результатам открытого всероссийского конкурса, в котором победил проект авторского коллектива в составе: заслуженный архитектор России Игорь Николаевич Воскресенский, Галия Александровна Ишкильдина, Василий Валерьевич Перфильев, народный художник России Салават Александрович Щербаков. Проект комплекса памятника в Петрозаводске разработан архитектором Александром Анатольевичем Савельевым. Авторы восьми барельефов, отражающих военную историю города: Гайдук Станислав Георгиевич, Пашков Александр Михайлович, Герасёв Илья Юрьевич, Москалёв Юрий Михайлович, Симонов Максим Викторович, Бараусова Дарья Павловна, Щербаков Салават Александрович.

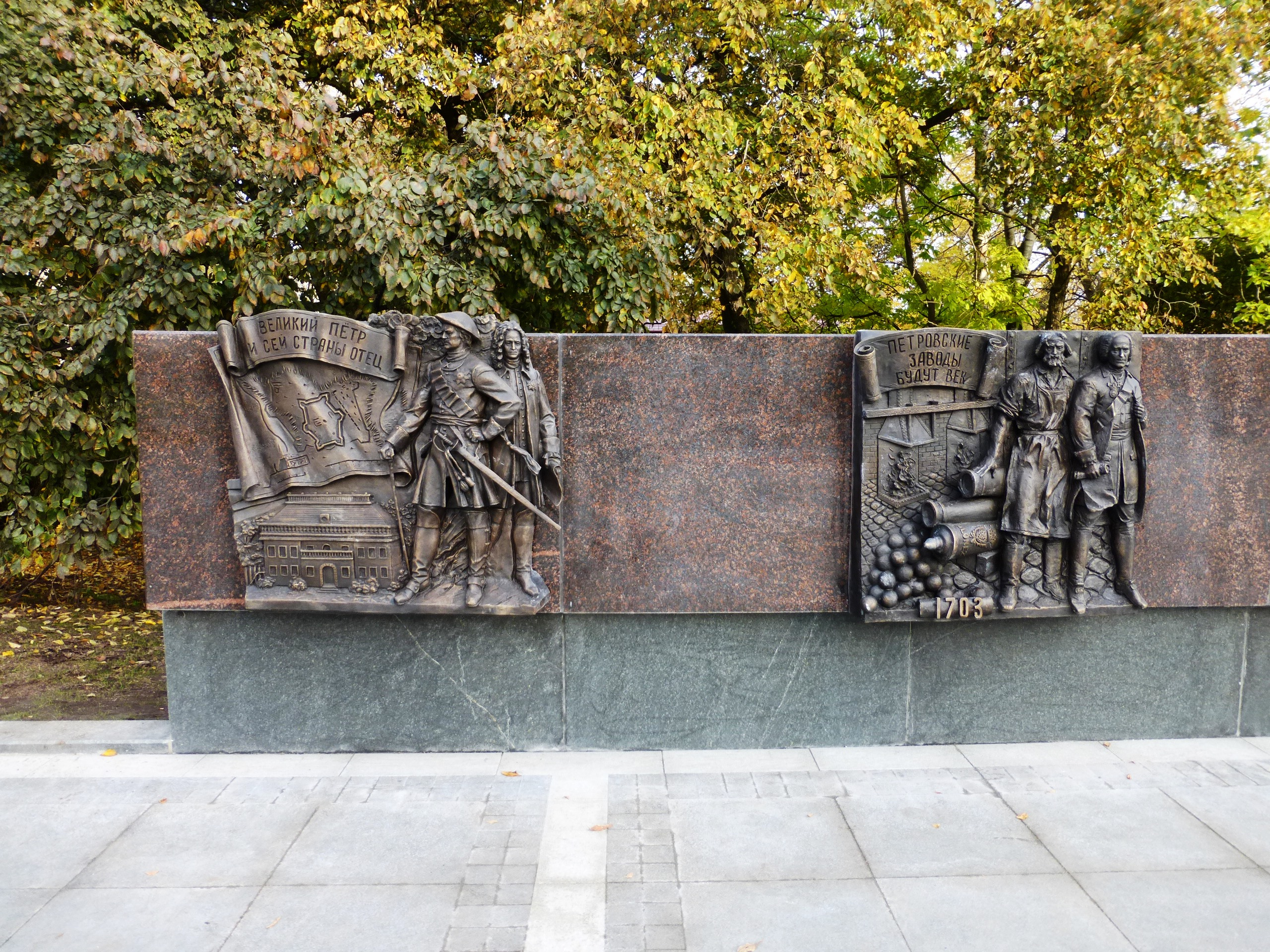
Барельефы с изображениями петровского периода истории города
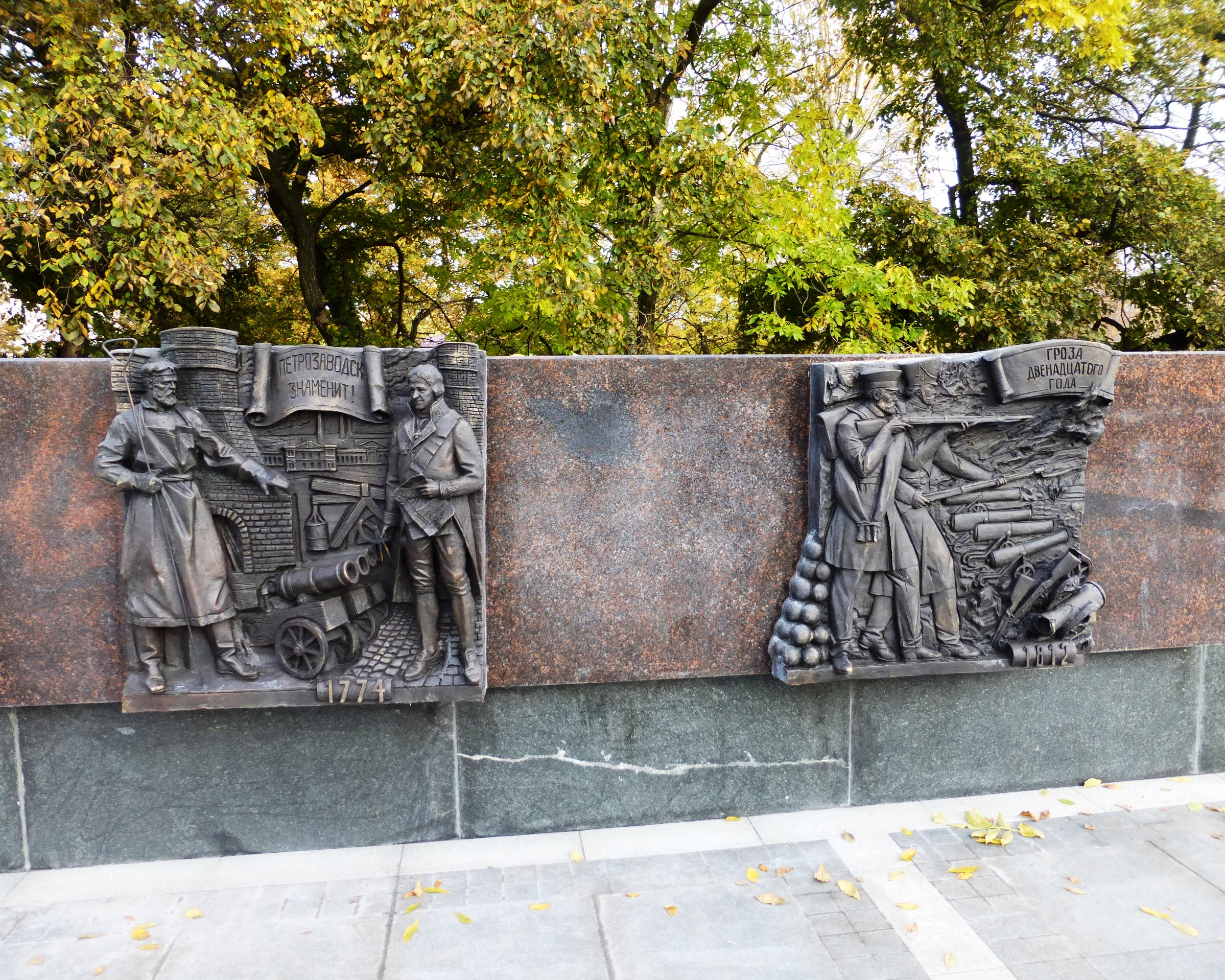
Барельефы, посвящённые роли оборонной промышленности в русско-турецкой и Отечественной войне
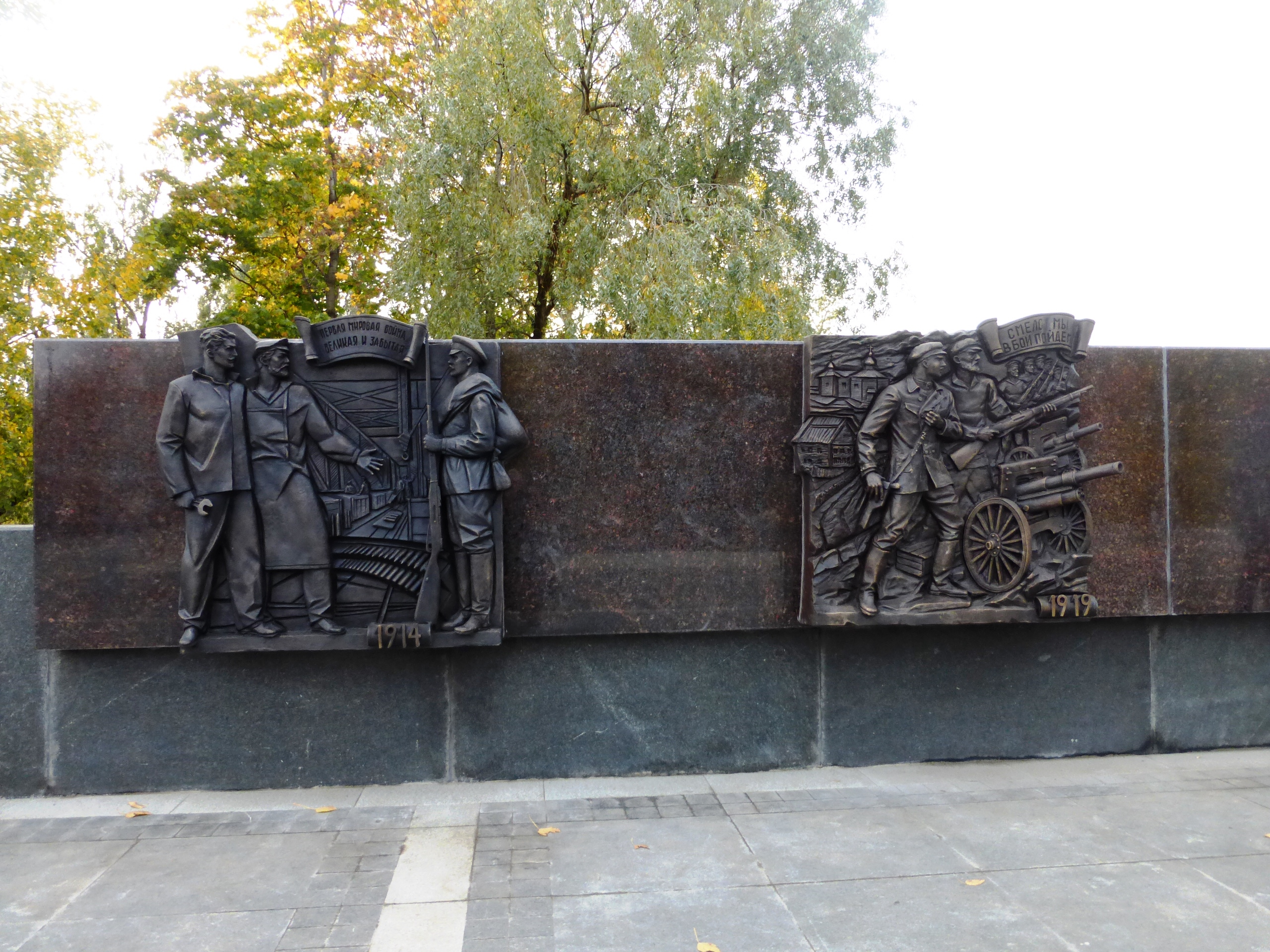
Барельефы, посвящённые Первой мировой войне и Иностранной военной интервенции
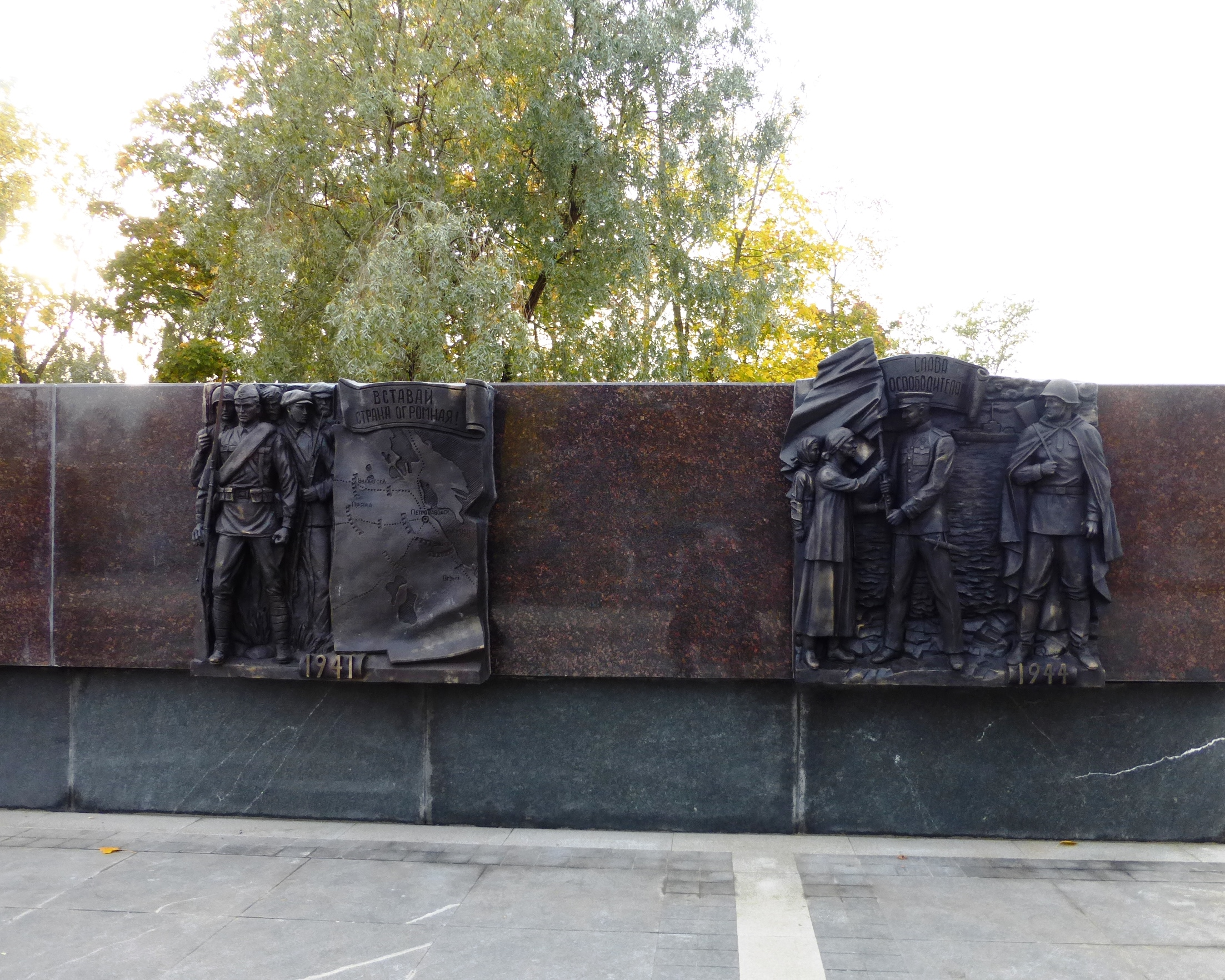
Барельефы, посвящённые Великой Отечественной войне

## История памятника
Указом президента Российской Федерации № 178 от 6 апреля 2015 года городу Петрозаводску присвоено почётное звание «Город воинской славы». 22 июня 2015 года в Кремле состоялась церемония вручения грамот о присвоении звания городам, в числе которых был Петрозаводск.
В соответствии с Указом Президента РФ от 1 декабря 2006 года № 1340, в каждом городе, удостоенном почётного звания «Город воинской славы», устанавливается стела, посвящённая этому событию. Место для установки памятника на аллее городов-побратимов было принято с учётом мнения общественности, ветеранских организаций и градостроительного совета Петрозаводска в июне 2019 года. В связи с принятым решением, был демонтирован памятный знак «Дерево дружбы», установленный на аллее городов-побратимов в 1979 году. После реставрации скульптура «Дерево дружбы» была установлена в парке Победы на набережной Онежского озера в ноябре 2020 года.
Из бюджета Республики Карелия на установку монумента, в рамках подготовки к 100-летию государственности Карелии в 2020 году, было выделено 82 миллиона рублей.
Комплекс памятника выполнен из гранита разных месторождений Карелии, Ленинградской области, Башкирии. Сама стела изготовлена из гранита с месторождения «Балтийское» (Приозерский район Ленинградской области).
Торжественное открытие состоялось 30 сентября 2020 года. В мероприятии приняли участие глава Карелии Артур Парфенчиков, заместитель секретаря Совета безопасности РФ Сергей Вахруков, официальные лица города и республики, ветераны и другие жители города.
После установки горожане отметили, что стела кажется установленной наклонно. Повторная проверка установила, что наклона нет, кажущийся наклон является оптической иллюзией. Также были отмечены две пунктуационные ошибки на барельефах памятника, объясняемые исторической традицией.
В 2016 году поступила в обращение почтовая марка и 10-рублёвая памятная монета России из серии «Города воинской славы», посвящённые присвоению Петрозаводску почётного звания Российской Федерации. Исторические события, связанные с присвоением городу почётного звания, отражены в экспозиции Центра воинской славы Петрозаводска, где хранится ещё один символ — Меч Победы, вручённый Петрозаводску, как и другим городам воинской славы, 9 июня 2022 года в зале Славы Музея Победы в парке Победы на Поклонной горе в Москве. Изготовленный в Златоусте меч покрыт золотом высшей 999,9 пробы и инкрустирован уральскими самоцветами — гранатами, символизирующими пролитую кровь, и голубыми топазами, которые считаются символом мира. Длина мечей составляет 1,2 метра, вес — более пяти килограммов. На клинке, украшенном растительным орнаментом, высечены знаменитые слова князя Александра Невского: «Кто с мечом к нам придет, тот от меча и погибнет». Ранее, в апреле 2015 года, аналогичные Мечи Победы были переданы на вечное хранение городам-героям.

Вручение грамоты о присвоении Петрозаводску почётного звания «Город воинской славы». Москва, Кремль, 22 июня 2015 года.
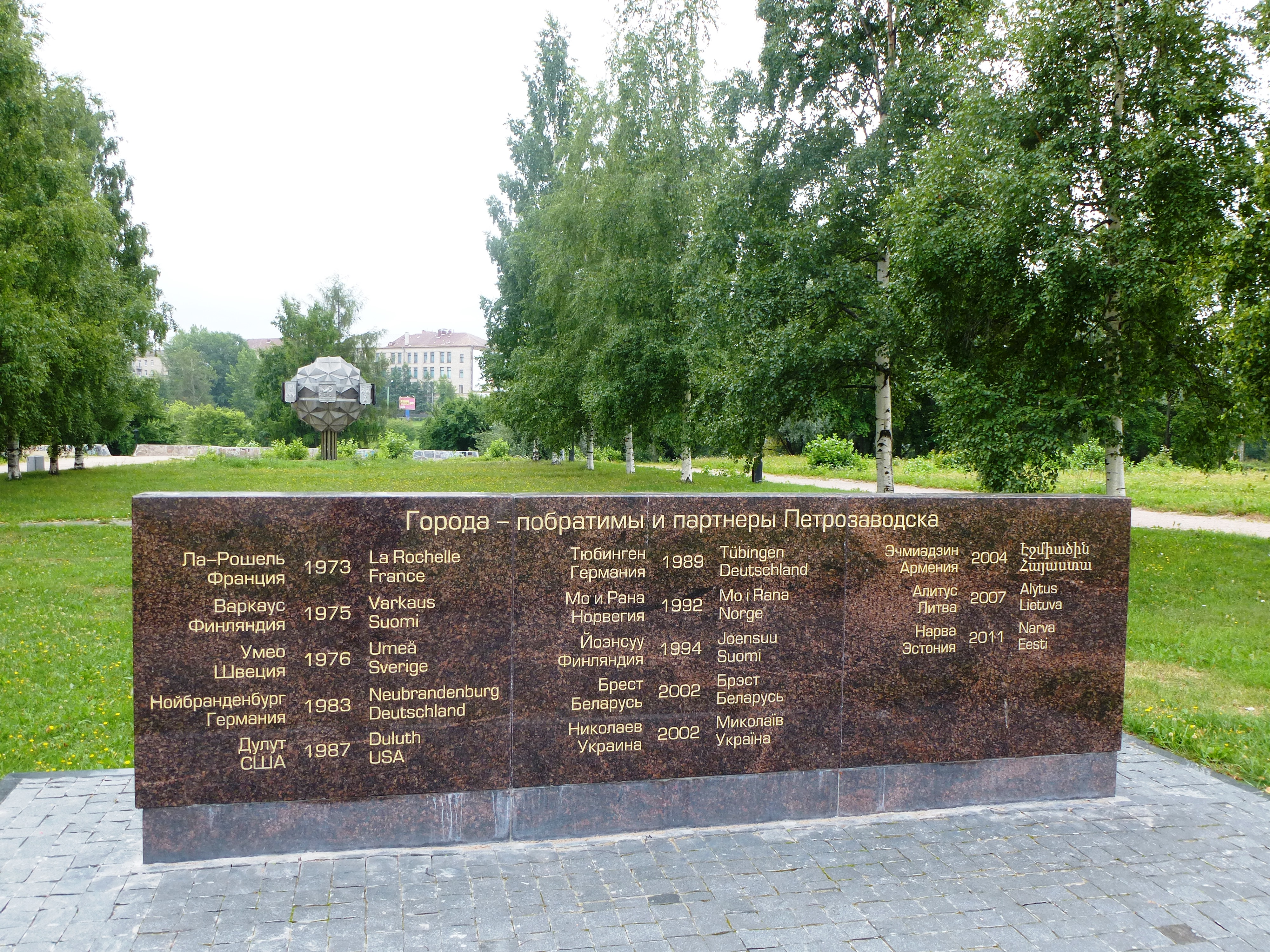
Аллея городов-побратимов до демонтажа «Дерева дружбы»
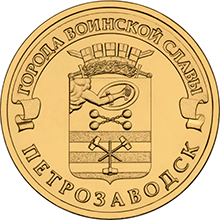
Памятная 10-рублёвая монета
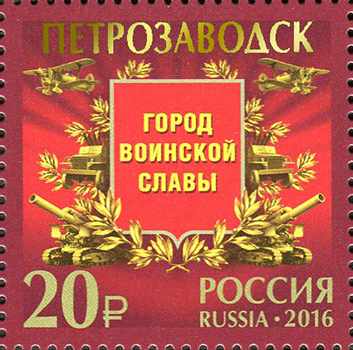
Памятная марка